# شهرداری ایگ
شهرداری ایگ (به لاتین: Municipality of Ig) یک منطقهٔ مسکونی در اسلوونی است که در اسلوونی واقع شده‌است. شهرداری ایگ ۹۸٫۸ کیلومتر مربع مساحت و ۵٬۴۴۵ نفر جمعیت دارد.